# 空木駒峰ヒュッテ

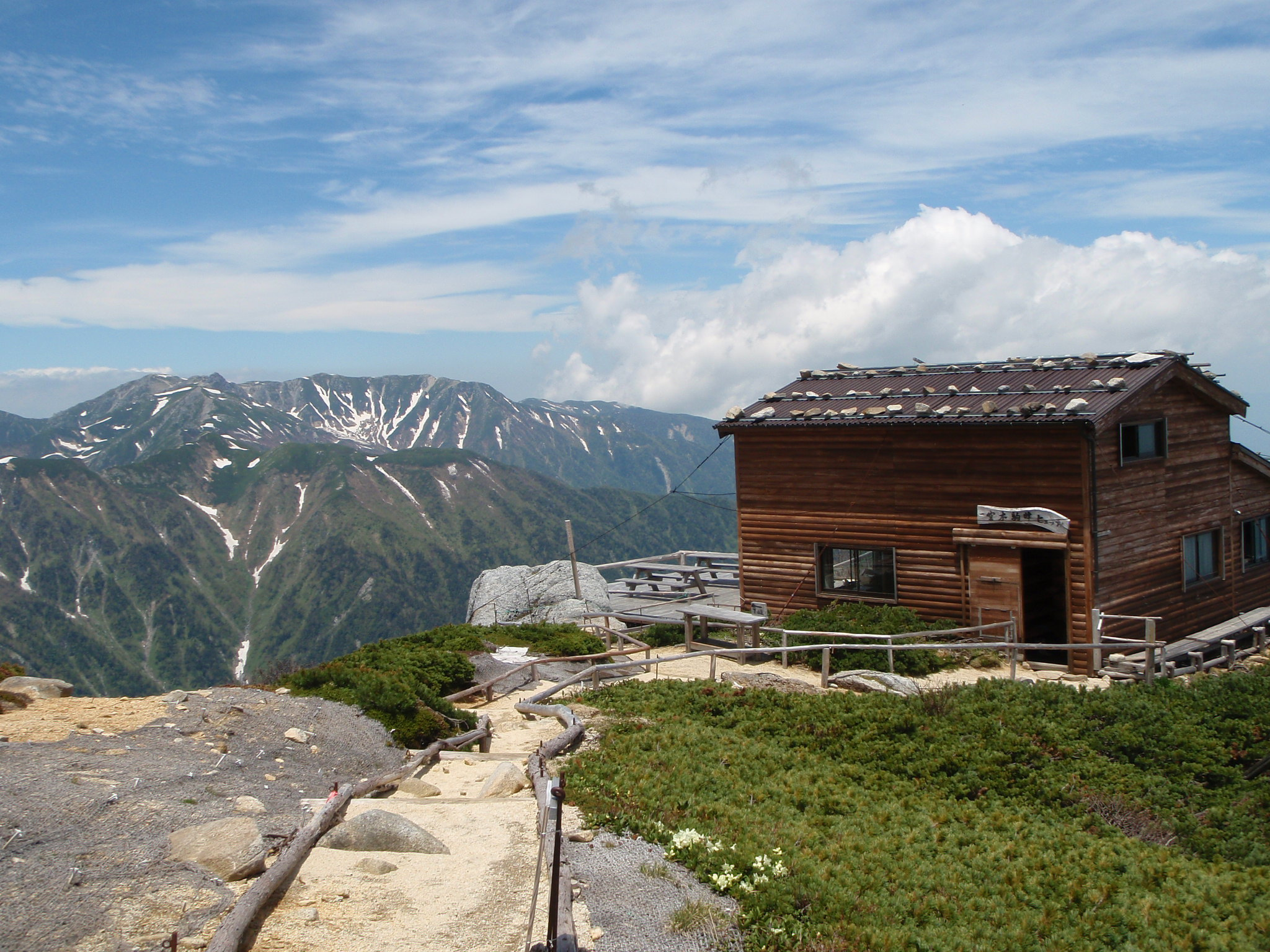
空木駒峰ヒュッテ

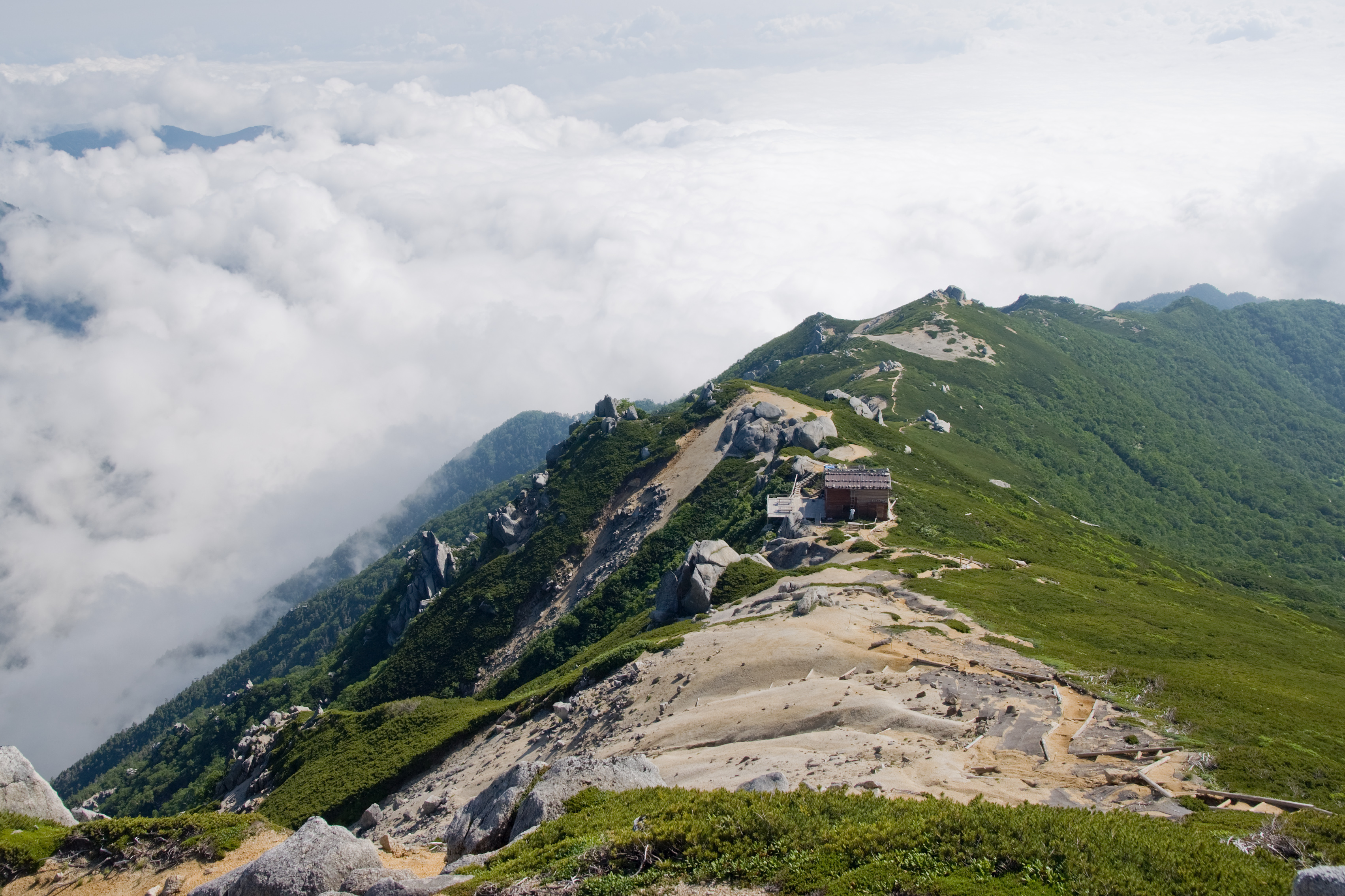
空木岳山頂より空木駒峰ヒュッテ

空木駒峰ヒュッテ（うつぎこまほうヒュッテ）は、長野県駒ヶ根市の中央アルプス南部、空木岳の頂上直下（標高約2800m）にある山小屋。

## 概要
地元駒ヶ根市を拠点とする、駒峰山岳会が管理・運営し、7月の中旬から10月の中旬までの約3ヶ月間開設している。それ以外の期間は入り口の土間のみを開放している。
開設期間は小屋番が週末を中心に入るが、平日はいないこともある。食事の提供はなく自炊小屋のスタイルとなるが、アルファ米、カップラーメン、ビール、水などは販売している。
避難小屋として遭難防止に役立つことはもちろん、環境面にも配慮して、汚水や汚泥を出さない完結型のトイレや二酸化炭素削減に配慮したソーラー発電など山岳環境に負荷を掛けない小屋を目指している。また、遭難対策防止活動・高山植物保護活動・登山道の整備・山岳環境保全など地域や行政と共に山岳の景勝や環境を後世に残すべく努力しており、ヒュッテはその大きな拠点となっている。

## 歴史
1950年代の中央アルプスは木曽駒ケ岳周辺には有人小屋や営業小屋が数軒あったが、宝剣岳を過ぎて南に出ると、空木平に唯一避難小屋として設置された石室しかなかった。登山ブームにより、空木岳への縦走者も増えたが、縦走路には途中避難小屋や水場もなく遭難事故が多発した。1963年1月にも、空木岳南の鞍部に於ける大学生の遭難事故が発生した。空木岳稜線で一週間近く生存すべく奮闘したが死に至った。
空木平避難小屋は、冬の間積雪で埋没し、しかもカール内は雪崩の危険もあり冬季は使用できない。このため駒峰山岳会は、稜線に近い場所に避難小屋の建設が必要と各方面に働きかけたが、当時は行政も空木岳方面にまで力を入れる余裕が無く実現の見通しも無かった。そこで山岳会自ら稜線付近の避難小屋の設置に踏み出した。空木岳山頂直下100mの大田切側の国有林を借り受けることができ、その後毎週土曜日の夕方から、ボッカ訓練と称して荷揚げを行った。小屋の資材の多くは、会員の家の古材や自宅を建てたときの余り材を使用した。完成したのが1969年で、着工手続きから7年の歳月が経っていた。その後は空木岳山頂付近では死亡事故はほとんど起きていない。
その後30年の歳月が経ち、稜線の厳しい気象条件にさらされた小屋は倒壊寸前となり再建が必要だとして、1998年駒峰山岳会と地元の登山愛好家やつながりのある人々の協力を得て、現在の空木駒峰ヒュッテが新設された。

## 周辺の山小屋
- 木曽殿山荘 （木曽殿越・標高2,500m）
- 空木平避難小屋 （空木平カール・標高2,520m）
- 摺鉢窪避難小屋 （摺鉢窪カール・標高2,550m）
- 池山小屋 （池山尾根・標高1,750m）

## 周辺の山
- 空木岳 -東川岳 - 熊沢岳 - 檜尾岳 - 宝剣岳 - 木曽駒ヶ岳
- 赤椰岳 - 南駒ヶ岳 - 仙涯嶺 - 越百山
- 池山